# Alchemilla samuelssonii
Alchemilla samuelssonii là loài thực vật có hoa trong họ Hoa hồng. Loài này được Rothm. ex Frohner mô tả khoa học đầu tiên.